# Ruiterstandbeeld van Karel XV

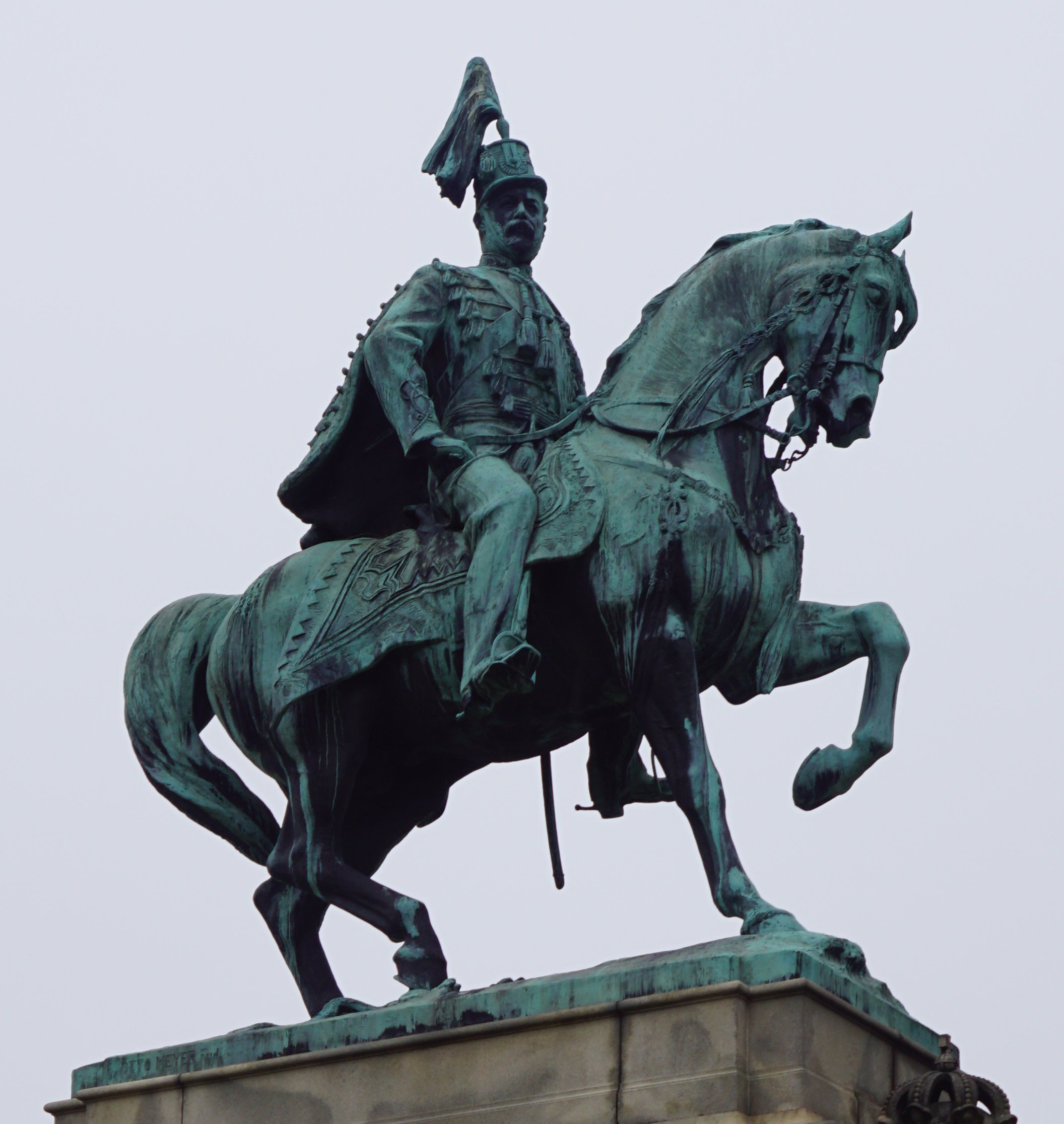
Het ruiterstandbeeld van Karel XV van Zweden uit 1909.

Het bronzen ruiterstandbeeld van Karel XV is een sculptuur voorstellende Karel XV van Zweden (1826-1872) gezeten te paard, gemaakt door Charles Friberg in 1909. Het beeld staat aan de Djurgårdsvägen voor het Biologiska museet in Djurgården, Stockholm (Zweden). 

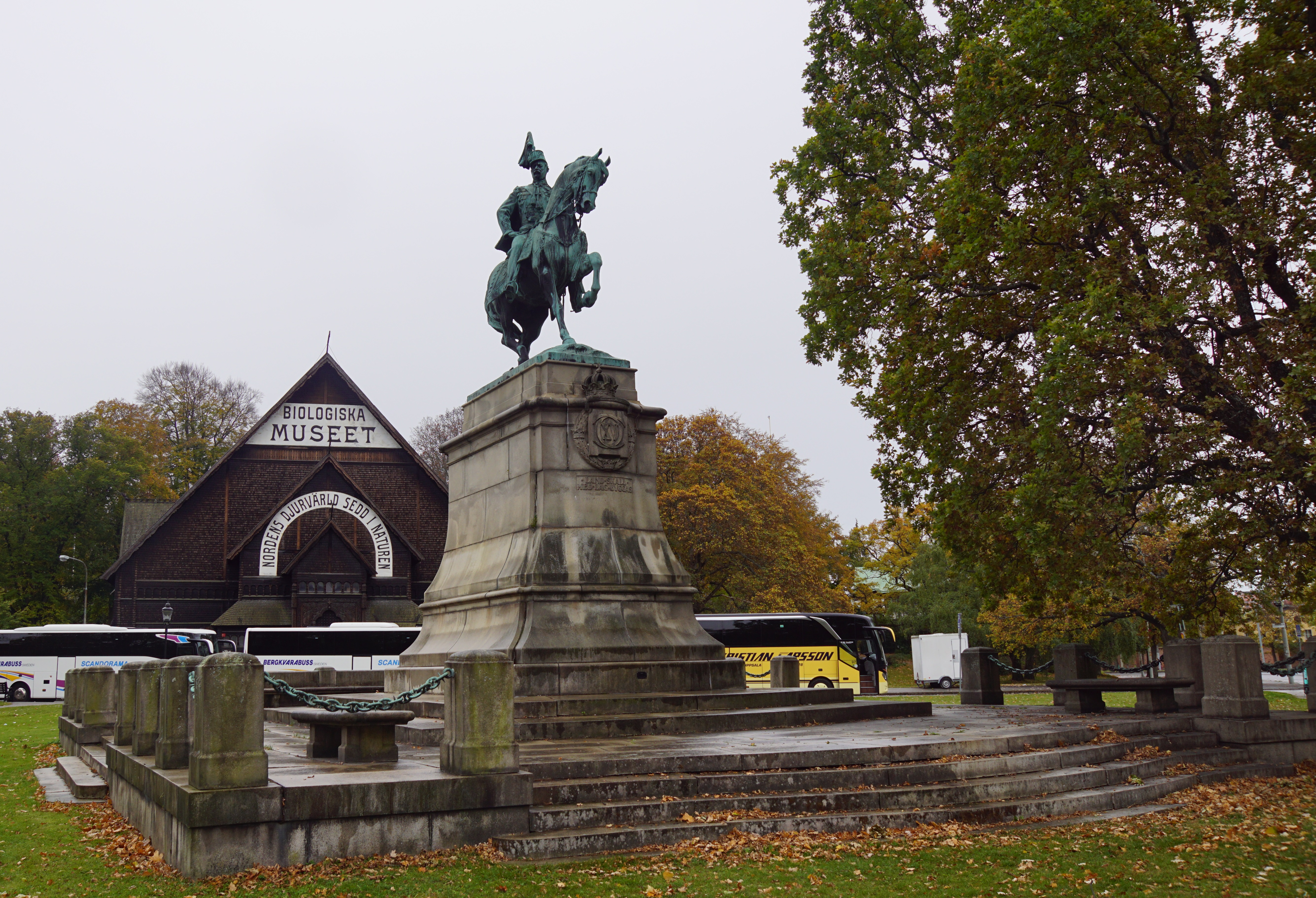
Het ruiterstandbeeld staat op een plaform voor het Biologiska museet.

## Geschiedenis
Voor het ontwerpen van een ruiterstandbeeld van Karel XV werd een wedstrijd uitgeschreven die gewonnen werd door Charles Friberg, die toen in Parijs woonde. Bij de eerste prijs hoorde een prijsgeld van tweeduizend Zweedse kronen. De tweede prijs met een prijsgeld van 1200 Zweedse kronen ging naar Gustaf Malmqvist, terwijl de derde prijs niet werd uitgereikt.
Het standbeeld werd onthuld op 3 mei 1909, de verjaardag van Karel XV.
Voor zijn werk aan dit ruiterstandbeeld werd Friberg bij deze ceremonie beloond met de ridderorde van Vasa uitgereikt door Gustaaf V van Zweden. Hij ontving ook de Deense Orde van de Dannebrog.

## Beschrijving
Karel XV van Zweden zit op een dravend paard, gekleed in het parade-uniform van het huisregiment van de kroonprins en voorzien van enige ordetekenen zoals het lint van de Orde van de Serafijnen. Het beeld wekt een beeld op van een knappe, vrolijke koning.
Het beeld staat op een granieten voetstuk waarop aan de voorzijde de naam van de koning staat, het koninklijk wapen en de koninklijke motto Land skall med lag byggas (Land zal door de wet gebouwd worden). Het geheel staat op een platform afgezet met stenen balusters waartussen ijzeren kettingen hangen. Het platform is aan de voorzijde en aan weerszijden toegankelijk middels vier treden. Op het platform bevinden zich tevens een tweetal stenen banken. 